# Карашьок
Карашьок (на норвежки: Karasjok, на северносаамски: Kárásjohka, (произношение)) е община и населено място във фюлке Финмарк, в северна Норвегия, на 18 км от границата с Финландия.
Около 18% от населението се занимава с отглеждане на северни елени, традиционно занимание за районите, населени със саами. Останалите работят и/или се занимават в сферите на туризма, услугите, в държавни и местни институции и в саамски институции и със саамско изкуство.
В Карашьок се намират най-важните саамски институции, като саамския парламент (Sametinget), музея „Самски колекции“ (De Samiske Samlinger) и саамския център на изкуствата (Sami Kunstnersenter).

## Име
Карашьок е община с официално име на два езика – норвежки и северносаамски – от 29 януари 1990 г. На северносаамски името е Kárásjohka, а на норвежки – Karasjok. Това е третата община в Норвегия, получила име и на северносаамски език.

## География
Карашьок се намира във фюлке Финмарк, в Северна Норвегия, на 18 км границата с Финландия. Най-близкото летище е в Лакселв, на 74 км (около час път с автомобил).

## Население
Данни за населението към 1 януари през съответната година:
| 1951 | 1693 |
| ---- | ---- |
| 1961 | 2193 |
| 1971 | 2542 |
| 1981 | 2648 |
| 1991 | 2690 |
| 2001 | 2877 |
| 2011 | 2768 |

## Климат
Климатът в Карашьок е много по-континентален и сух от типичния морски климат в Норвегия. В Карашьок е измерена най-ниската температура в Норвегия – -51,4 °C на 1 януари 1886 г. Най-високата измерена температура в Карашьок е 32,4 °C.
Таблицата съдържа данни за количеството на валежите и броя дни с валежи към 2011 г.
|                               | год | яну | фев | мар | апр | май | юни | юли | авг | сеп | окт | ное | дек |
| ----------------------------- | --- | --- | --- | --- | --- | --- | --- | --- | --- | --- | --- | --- | --- |
| Количество валежи в милиметри |     |     |     |     |     |     |     |     |     |     |     |     |     |
| 2011                          | 476 | 18  | 16  | 17  | 24  | 42  | 88  | 68  | 29  | 30  | 74  | 42  | 29  |
| нормално                      | 366 | 18  | 13  | 14  | 15  | 23  | 42  | 71  | 58  | 40  | 33  | 22  | 17  |
| Дни с валежи                  |     |     |     |     |     |     |     |     |     |     |     |     |     |
| 2011                          | 208 | 14  | 13  | 18  | 16  | 20  | 14  | 18  | 11  | 14  | 23  | 21  | 26  |

## Забележителности
Старата църква в Карашьок е най-старата дървена църква във Финмарк, построена през 1807 г. Това е единствената сграда, останала неразрушена по време на Втората световна война.
В Карашьок се наблюдава полярното сияние.